# Cabeça do Cavalo
Cabeça do Cavalo (em castelhano: Cabeza del Caballo é um município da Espanha na comarca de Vitigudino, província de Salamanca, comunidade autónoma de Castela e Leão. Tem 36,7 km² de área e em 2021 tinha 257 habitantes (densidade: 7 hab./km²).

## Demografia
| Variação demográfica do município entre 1991 e 2004[carece de fontes?] | Variação demográfica do município entre 1991 e 2004[carece de fontes?] | Variação demográfica do município entre 1991 e 2004[carece de fontes?] | Variação demográfica do município entre 1991 e 2004[carece de fontes?] |
| ---------------------------------------------------------------------- | ---------------------------------------------------------------------- | ---------------------------------------------------------------------- | ---------------------------------------------------------------------- |
| 1991                                                                   | 1996                                                                   | 2001                                                                   | 2004                                                                   |
| 576                                                                    | 505                                                                    | 452                                                                    | 453                                                                    |